# Theodor Krancke
Theodor Krancke (30 mars 1893 – 18 juin 1973) était un commandant de la Kriegsmarine pendant la Seconde Guerre mondiale et récipiendaire de la Croix de chevalier de la croix de fer avec feuilles de chêne.
Sous le commandement de Krancke, le cuirassé de poche Admiral Scheer coula 13 navires marchands, le croiseur armé HMS Jervis Bay, et captura trois navires marchands totalisant 115 195 tonneaux.
Pendant l'invasion Alliée de la Normandie, Krancke, en tant que commandant en chef du Commandement maritime ouest basé à Paris, contrôlait tous les navires allemands basés en France, ainsi que les différentes unités navales terrestres, l'artillerie côtière navale et les batteries anti-aérienne le long de la côte Atlantique française.

## Décorations
- Croix de fer (1914) de 2e classe (mai 1915) et de 1re classe (27 septembre 1919)
- Médaille des Sudètes en 1939
- Insigne de combat de la flotte de haute mer en 1941
- Agrafe à la Croix de Fer (1939) de 2e classe (29 octobre 1939) et 1re classe (20 avril 1940)
- Croix de chevalier de la croix de fer
  - Croix de chevalier le 21 février 1941, en tant que Kapitän zur See et commandant du croiseur lourd Admiral Scheer
  - 614e feuilles de chêne le 18 octobre 1944, en tant qu'Amiral et commandant en chef du Commandement maritime ouest